# Масгуф
Масгуф (арабский: المسكوف) — иракское блюдо, состоящее из приправленного жареного на открытом огне карпа; его часто называют национальным блюдом Ирака.

## Распространение
Столица Ирака Багдад гордится тем, что здесь готовят лучший масгуф, а район Абу Навас на берегу реки Тигр «посвящен» этому блюду. Тем не менее, масгуф можно найти по всему Ираку, особенно вблизи бассейна Тигра и Евфрата.
За пределами Ирака масгуф более или менее популярен в восточных частях Сирии, особенно в регионах, граничащих с Ираком, например, в провинции Ракка, через которую протекает Евфрат. Он также встречается, но реже, в Турции, например, в Нусайбине и Джизре на границе с Ираком.
Масгуф теперь можно найти и в Дамаске из-за большого количества иракцев, которые жили там после вторжения в Ирак в 2003 году. Только в районе Джеремана, где проживало большинство иракцев, было более десяти иракских ресторанов с масгуф. Рыбу ежедневно привозят из сирийского Евфрата в эти рестораны, и она содержится живой в пруду или большом аквариуме, пока ее не закажут.
Также, масгуф, пожалуй, самое известное блюдо из тех, что привезли с собой в Израиль иракские евреи. Они привыкли готовить эту рыбу на пикниках на берегу Тигра, научившись этому у местных рыбаков, которые прямо на берегу разводили свои костры.

## Приготовление и подача

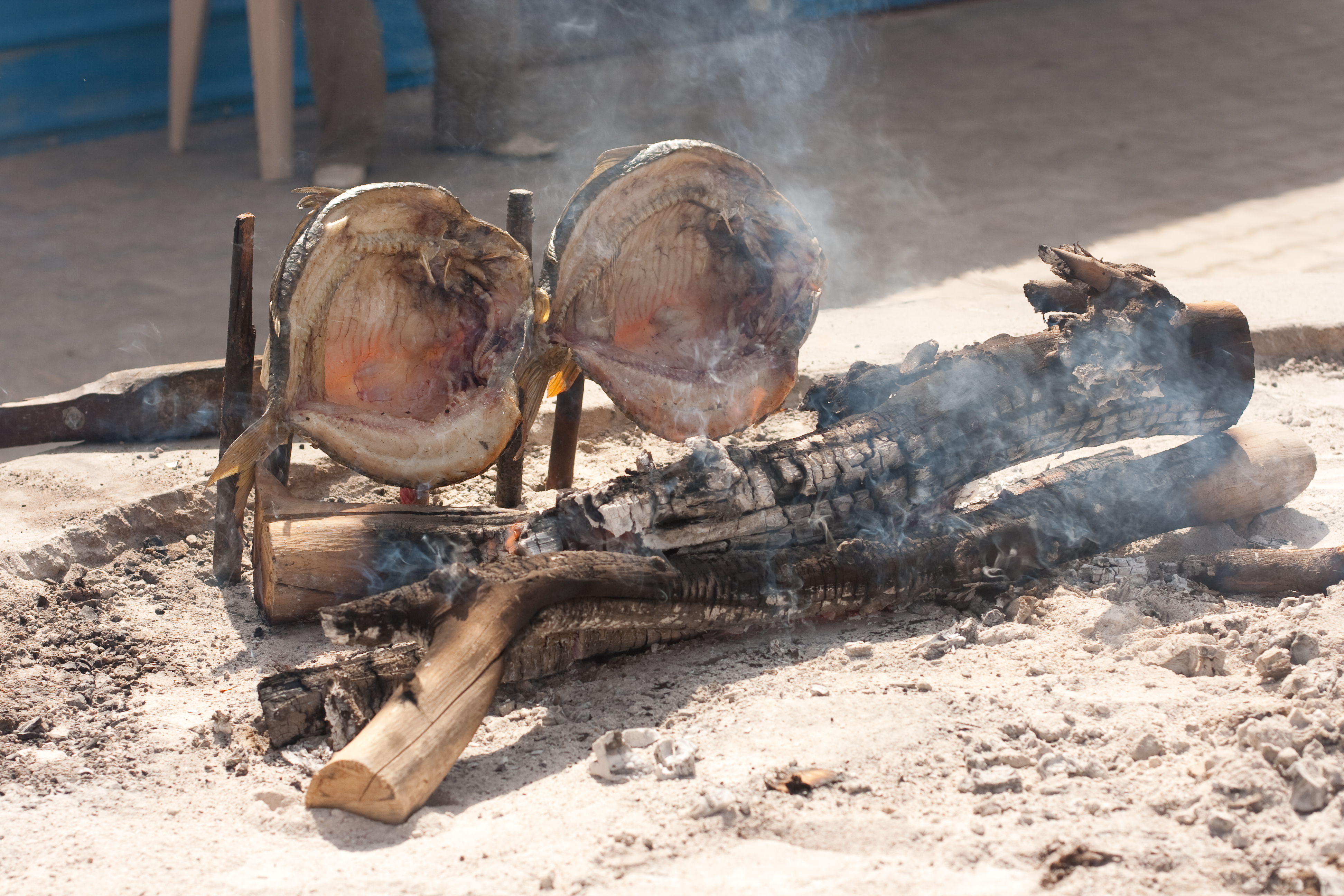
Приготовление масгуф

Рыбу частично очищают от чешуи и потрошат. Затем разрезают вдоль по спине, распластывают в один плоский кусок. Повар поливает внутреннюю часть рыбы маринадом из оливкового масла, каменной соли, тамаринда и молотой куркумы. Иногда в маринад добавляют измельченные помидоры и кориандр.
Затем рыбу либо насаживают на два острых вертикальных колышка воткнутых в землю, либо помещают в большую железную решетку-ракушку с ручкой и запирающейся петлей, разработанную специально для этого блюда.
Рыба, либо зажатая в решетке, либо насаженная на колья, затем помещается рядом с огнем на «огненный алтарь», который присутствует во всех ресторанах с масгуф. Это приподнятое над землей кострище круглой, восьмиугольной или иногда прямоугольной формы, в середине которого находится большой костер, для которого предпочтительно используют поленья абрикосового дерева. Приготовление обычно занимает от одного до трех часов, в это время гости лакомятся закусками.
Когда рыба хорошо прожарится, ее кладут на угли кожей вниз. Это делает кожу хрустящей и помогает отделить от нее мясо для удобства подачи. Целую рыбу обычно кладут на большой поднос, украшенный лимоном, ломтиками лука, веточками мяты и иракскими солеными огурцами. Иногда в Багдаде на внутреннюю часть также наносят немного мангового чатни. Затем поднос накрывают большой хрустящей лепешкой прямо из глиняной печи, чтобы сохранить ее содержимое горячим до подачи клиенту.